# Okręg wyborczy Glasgow Pollok
Okręg wyborczy Glasgow Pollok powstał w 1918 r. i wysyłał do brytyjskiej Izby Gmin jednego deputowanego. Okręg położony był w mieście Glasgow. Został zlikwidowany w 2005 r.

## Deputowani do brytyjskiej Izby Gmin z okręgu Glasgow Pollok
- 1918–1940: John Gilmour, Partia Konserwatywna
- 1940–1955: Thomas Galbraith, Partia Konserwatywna
- 1955–1964: John George, Partia Konserwatywna
- 1964–1967: Alex Garrow, Partia Pracy
- 1967–1970: Esmond Wright, Partia Konserwatywna
- 1970–1987: James White, Partia Pracy
- 1987–1997: Jimmy Dunnachie, Partia Pracy
- 1997–2005: Ian Graham Davidson, Co-operative Party